# Gongora pardina
Gongora pardina är en orkidéart som beskrevs av Rudolph Jenny. Gongora pardina ingår i släktet Gongora och familjen orkidéer.
Artens utbredningsområde är Ecuador. Inga underarter finns listade i Catalogue of Life.